# Gira Insoportablemente vivo
Es la sexta gira que realizó la banda de hard rock argentino La Renga. Fue hecha para presentar su disco en vivo Insoportablemente vivo. Comenzó el 21 de septiembre de 2001 y terminó el 19 de octubre de 2002. Cabe destacar que este disco fue grabado en el estadio de Huracán en aquella noche del 19 de mayo de 2001, durante la gira de presentaciones de su disco La esquina del infinito. La presentación de este disco en vivo se realizó con cuatro shows a full en el estadio Obras, a modo de festejo de su lanzamiento. Despiden el año tocando en Córdoba, en Rosario, María Libre y El Marquee. Al año siguiente dan varios shows por Argentina y Uruguay, hasta llegar a Chile el día 19 de octubre de 2002. Y fue entonces que terminaron la gira y se tomaron un descanso hasta llegar al estadio de River en noviembre.

## Lanzamiento del disco y gira

### 2001
El 13 de septiembre de 2001 sale de manera oficial el segundo disco en vivo, titulado Insoportablemente vivo. La presentación del disco se realizó con cuatro recitales en Obras los días 21, 22, 28 y 29 de septiembre, donde no tocaban desde aquellas 4 noches de diciembre de 1996 (13, 14, 20 y 21 de diciembre) en la presentación de su tercer trabajo de estudio. En noviembre tocaron en Córdoba, y en diciembre despidieron el año tocando en El Teatro, en el estadio cubierto de Newell's, en María Libre y en El Marquee.

### 2002
En 2002 siguieron con la gira de Insoportablemente vivo. Es en la segunda parte de esta que recorren el país y tocan por tercera vez consecutiva en Uruguay, exactamente en la Plaza Mateo y en el Teatro de Verano. La gira terminó el 19 de octubre de 2002 en el estadio Víctor Jara.

## Setlist
Representa el show del 21 de septiembre de 2001 en el estadio Obras.
1. "La vida, las mismas calles"
2. "Al que he sangrado"
3. "Cuándo vendrán"
4. "Bien alto"
5. "En el baldío"
6. "Lo frágil de la locura"
7. "El cielo del desengaño"
8. "En pie"
9. "El mambo de la botella"
10. "El hombre de la estrella"
11. "El terco"
12. "Blues cardíaco"
13. "El revelde"
14. "Me hice canción"
15. "Psilocybe mexicana"
16. "El rey de la triste felicidad"
17. "Estalla"
18. "Hey Hey, My My (Into the Black)"
19. "Voy a bailar a la nave del olvido"
20. "Balada del diablo y la muerte"
21. "El final es en donde partí"
22. "Hablando de la libertad"

## Conciertos
| Fecha                    | Ciudad                | País      | Recinto                         |
| ------------------------ | --------------------- | --------- | ------------------------------- |
| América del Sur          |                       |           |                                 |
| 21 de septiembre de 2001 | Buenos Aires          | Argentina | Estadio Obras Sanitarias        |
| 22 de septiembre de 2001 | Buenos Aires          | Argentina | Estadio Obras Sanitarias        |
| 28 de septiembre de 2001 | Buenos Aires          | Argentina | Estadio Obras Sanitarias        |
| 29 de septiembre de 2001 | Buenos Aires          | Argentina | Estadio Obras Sanitarias        |
| 24 de noviembre de 2001  | Córdoba               | Argentina | Pajas Blancas Center            |
| 1 de diciembre de 2001   | Colegiales            | Argentina | El Teatro                       |
| 8 de diciembre de 2001   | Rosario               | Argentina | Estadio Cubierto Claudio Newell |
| 28 de diciembre de 2001  | Buenos Aires          | Argentina | María Libre                     |
| 30 de diciembre de 2001  | Buenos Aires          | Argentina | El Marquee                      |
| 12 de enero de 2002      | Buenos Aires          | Argentina | Hangar                          |
| 2 de febrero de 2002     | Villa Gesell          | Argentina | Autocine                        |
| 13 de abril de 2002      | Montevideo            | Uruguay   | Plaza Mateo                     |
| 20 de abril de 2002      | Mendoza               | Argentina | Estadio Pacífico                |
| 27 de abril de 2002      | Buenos Aires          | Argentina | Hangar                          |
| 11 de mayo de 2002       | Montevideo            | Uruguay   | Teatro de Verano                |
| 17 de mayo de 2002       | Córdoba               | Argentina | La Vieja Usina                  |
| 24 de mayo de 2002       | Comodoro Rivadavia    | Argentina | Club Ingeniero Huergo           |
| 25 de mayo de 2002       | Comodoro Rivadavia    | Argentina | Club Ingeniero Huergo           |
| 26 de mayo de 2002       | Río Gallegos          | Argentina | Microestadio Boxing Club        |
| 10 de julio de 2002      | Buenos Aires          | Argentina | Estadio Obras Sanitarias        |
| 20 de julio de 2002      | Bahía Blanca          | Argentina | Club Universitario              |
| 24 de julio de 2002      | Bariloche             | Argentina | Club Bomberos Voluntarios       |
| 26 de julio de 2002      | Neuquén               | Argentina | Estadio Ruca Che                |
| 27 de julio de 2002      | Santa Rosa            | Argentina | Club All Boys                   |
| 7 de agosto de 2002      | Buenos Aires          | Argentina | Plaza de Mayo                   |
| 17 de agosto de 2002     | San Miguel de Tucumán | Argentina | Estadio Villa Luján             |
| 5 de septiembre de 2002  | Buenos Aires          | Argentina | Hangar                          |
| 14 de septiembre de 2002 | Rosario               | Argentina | Estadio Cubierto Claudio Newell |
| 12 de octubre de 2002    | Buenos Aires          | Argentina | Parque Avellaneda               |
| 19 de octubre de 2002    | Santiago de Chile     | Argentina | Estadio Víctor Jara             |

## Formación
- Gustavo "Chizzo" Nápoli - Voz y guitarra eléctrica (1988-Presente)
- Gabriel "Tete" Iglesias - Bajo (1988-presente)
- Jorge "Tanque" Iglesias - Batería (1988-presente)
- Manuel "Manu" Varela - Saxo y armónica (1994-presente)
- Gabriel "Chiflo" Sánchez - Saxo (1989-2008)